# Mariana Atencio
Mariana Atencio (sinh ngày 2 tháng 4 năm 1984) là nhà báo song ngữ làm việc cho đài MSNBC và NBC News ở Miami, Florida tháng 9 năm 2016. Atencio là người gốc Venezuela, có bằng Thạc sĩ của Trường Báo chí sau đại học của Đại học Columbia. Trước khi làm việc tại đài MSNBC và NBC News, cô là phóng viên, phát thanh viên cho đài Fusion TV và Univision.

## Đầu đời và giáo dục
Atencio lớn lên ở Caracas, Venezuela. Cô học và lấy bằng tại trường Đại học Católica Andrés Bello ở Caracas. Năm 2008, cô theo học trường Báo chí sau đại học của Columbia, nhân được học bổng, bằng khen và tốt nghiệp thạc sĩ. Cô theo học tại Đại học Georgetown, Trường Kinh tế Luân Đôn và Đại học California, Los Angeles (UCLA).

## Sự nghiệp
Atencio bắt đầu sự nghiệp báo chí của mình vào năm 2009 tại nhà đài Globovision, nằm ở thành phố New York. Cô còn là phát thanh viên cho mạng truyền thông Vme-TV. Năm 2012, cô làm phóng viên điều tra tại hiện trường tại Univision. Atencio là một trong năm phóng viên từng làm phim tài liệu và đoạt giải Peabody cho phim Rapido y Furioso (Fast &amp; Furious). Cũng chính bộ phim tài liệu này, cô nhận Giải thưởng Phóng viên và Biên tập viên Điều tra. Năm 2014, Atencio nhận giải thưởng Gracie từ Liên minh Phụ nữ trong Truyền thông cho bộ phim tài liệu được chiếu trên Univision mang tên "Pressured: Freedom of the Press".
Atencio là phát thanh viên chương trình 'The Morning Show' trên kênh Fusion TV cho đến khi chương trình thôi phát sóng năm 2014. Cô đoạt giải thưởng National Headliner Award cho phóng sự "Unearthing the Tomb".  Báo cáo của cô có tựa đề "Vụ thảm sát ở Mexico" được vinh danh là  báo cáo tiêu biểu cho thể loại Báo chí/Truyền hình trực tuyến về các đề của người Latin tại Mỹ (người Latino).
Atencio đại diện các cử tri Latino phỏng vấn trên đài MSNBC trong chiến dịch tranh cử tổng thống năm 2016 và phỏng vấn ứng cử viên phó tổng thống Tim Kaine.   Năm 2017, Atencio làm việc cho đài NBC, báo cáo tình hình cơn bão Maria ở Puerto Rico.

## Đời tư
Năm 2015, Atencio kết hôn với doanh nhân bất động sản, Jose Antonio Torbay.